# C. A. Seydel Söhne
Die C. A. Seydel Söhne GmbH (CASS) ist die derzeit älteste noch produzierende Mundharmonikamanufaktur der Welt und hat ihren Sitz in der Musikstadt Klingenthal im vogtländischen Musikwinkel. Sie wurde im Jahre 1847 gegründet und wuchs schnell zu einem der größten Mundharmonikahersteller in der Region heran. Heute ist Seydel gemeinsam mit dem Unternehmen Hohner der letzte große Hersteller von Mundharmonikas in Deutschland.

## Geschichte

### Firmengeschichte
Laut amtlicher Urkunde wurde die Firma am 27. Oktober 1847 von Christian August Seydel in Untersachsenberg/Klingenthal i.Sa. gegründet. Die abgekürzt CASS genannte Firma wurde, neben den Firmen F. A. Böhm und F. A. Rauner, zum größten Hersteller von Mundharmonikas im Klingenthaler Raum. Der Harmonikabau gehörte in Klingenthal seit Anfang des 19. Jahrhunderts zu den aufstrebenden Wirtschaftszweigen, da einheimische Handwerker, wie Schwarzmeisel, Langhammer und Glier, hinter das Prinzip der durchschlagenden Tonzungen gekommen waren, und nun begannen Mundharmonikas zu bauen und diese mit großem Erfolg zu verkaufen.
Die neuen Instrumente fanden international große Nachfrage. Daher wechselten viele andere Gewerbe zum Harmonikabau. Hierzu gehörte besonders der durch Exulanten im 17. Jahrhundert eingeführte Geigenbau und der seit Gründung Klingenthals ortsansässige Bergbau, denn mit den neuen Instrumenten ließ sich sofort Geld verdienen, ohne dass eine lange Gesellenwanderschaft nötig war oder große Beträge an die Innung gezahlt werden mussten. Ältere Zweige des Musikinstrumentengewerbes wurden so mit der Zeit weitgehend verdrängt.

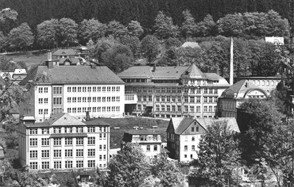
Die Seydel-Fabrik

Anfangs fertigte man die Instrumente weitgehend von Hand. Die Tonzungen wurden gefeilt, die Hölzer von Hand geschnitzt. Man griff zu diesem Zweck auch auf Kinder und Heimarbeiter zurück. Im Laufe der Industrialisierung wurden von ortsansässigen Schlossern Maschinen entwickelt, welche die Produktion steigerten. Darunter fiel die Erfindung der Federnfräse (entwickelt vom Klingenthaler Maschinenbauer Julius Berthold um 1900), der Plattenpresse und der Holzfräse für die Kanzellenhölzer. Die Tonzungen konnten nun in viel größeren Mengen angefertigt werden, was den Absatz der Instrumente nach Amerika und Australien förderte. Weiterhin waren Dampfmaschinen und Transmissionen für die erfolgreiche Massenproduktion der Mundharmonika von Vorteil.
Bis zum Ersten Weltkrieg steigerte sich die Produktion und der Umsatz stetig. Aus diesem Grund wurde für den Handel in Markneukirchen ein Konsulat der Vereinigten Staaten eröffnet.
Mit dem Beginn des Weltkrieges brachen die Geschäfte ein. Erst nach dem Krieg begann der Umsatz wieder zu steigen.
Während des Booms der 1920er Jahre wurde bei Seydel ein Fabrikneubau mit 5400 m² Arbeitsfläche errichtet. Auch wurde damals der Mundharmonikafabrikant Carl Essbach übernommen. Zu dieser Zeit waren bei Seydel 800 Fabrik- und Heimarbeiter angestellt. Dadurch konnte Mitte der 1920er Jahre die Jahresproduktion von sieben Millionen Mundharmonikas überstiegen werden. In dieser Zeit fand jedoch auch das Radio immer größere Verbreitung. Dies machte sich negativ für den Absatz der Mundharmonika bemerkbar. Am Ende des Jahrzehnts, während der Weltwirtschaftskrise, schloss sich Seydel, bedingt durch das starke Nachlassen der Geschäfte, mit zwei weiteren Firmen zur Rauner-Seydel-Böhm-AG zusammen, um Kräfte zu bündeln. Das Konzept erwies sich als wenig tragfähig und die wirtschaftlich schwere Zeit wurde mehr schlecht als recht überwunden. Mitte 1933 machte sich CASS wieder selbstständig. Während des Zweiten Weltkrieges wurden (wie auch im Ersten Weltkrieg) Mundharmonikas für die Kriegswirtschaft gebaut, da Messing ein kriegswichtiger Rohstoff war und durch den Boykott deutscher Waren der Markt in Amerika und Australien wegbrach. Um Messing für die Produktion zu bekommen, musste ein Antrag gestellt und zugesichert werden, dass Mundharmonikas nur für die deutschen Soldaten hergestellt wurden.

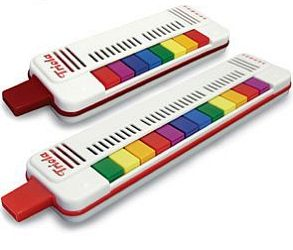
Die Triola

Nach dem Zweiten Weltkrieg wurde Seydel 1951 unter sowjetischer Besatzung teilenteignet und unter dem Namen Volkseigene Mundharmonikafabrik Sachsenberg zum Treuhandbetrieb erklärt. Im Jahr 1952 wurde durch Zusammenschluss anderer ehemaliger Firmen der VEB Vereinigte Mundharmonikawerke, später VEB Vermona, gebildet. 1964 erfolgte die Eingliederung des VEB Vermona in die VEB Klingenthaler Harmonikawerke. Zu dieser Zeit wurde auch die Produktion von Begleiter- und Bassmundharmonikas eingestellt und die Werkzeuge dazu von der FDJ verschrottet. Zur Massenproduktion der Mundharmonika wurde für die meisten Typen nun das schnellere und billigere Stinimaverfahren angewendet. Dadurch konnte die Produktion von Mundharmonikas noch einmal gesteigert werden. Zu den Neuerungen in dieser Zeit gehörte die Produktion von Blasharmonikas, darunter die Miki, Simona und die Triola.
Nach der deutschen Wiedervereinigung gehörte Seydel 1990/91 zur Klingenthaler Harmonika GmbH und wechselte am 1. Juli 1991 wieder in Familienbesitz von Seydel und Bischoffberger. Nach der Insolvenz im November 2004 fand die Firma mit der Stuttgarter NIAMA Media um Thomas Reisser und Hardy Hennige neue Investoren und ist damit der einzige Mundharmonikahersteller in deutschem Besitz. Im Jahr 2007 feierte Seydel sein einhundertsechzigstes Gründungsjubiläum. Zu diesem Anlass produzierte man ein auf 160 Instrumente begrenztes Jubiläums-Modell, die Seydel 1847 Limited Edition mit Silberdecken.
Die inzwischen wieder gestiegene wirtschaftliche Bedeutung für Sachsen belegt ein Besuch des sächsischen Ministerpräsidenten Michael Kretschmer am 9. November 2018 im Unternehmen.
Anlässlich des Bestehens der Firma seit 175 Jahren am 27. Oktober 2022 gibt das Unternehmen ein neues Mundharmonikamodell namens Volcany Chromatic heraus.

### Die Familie Seydel
Die in Sachsenberg-Georgenthal angesiedelten Seydels hatten seit dem 17. Jahrhundert den Beruf des Bergmannes ausgeübt. Als 1830 der Bergbau im sächsischen Vogtland eingestellt wurde, ergriffen die Brüder Johann Christian Seydel und Christian August Seydel als erste in der Familie den Beruf des Instrumentenbauers. 1882 starb C. A. Seydel und sein Sohn Richard übernahm die Geschäfte. Im darauf folgenden Jahr trat Richards Bruder Moritz als Miteigentümer in die Firma ein, worauf das Unternehmen unter C. A. Seydel Söhne firmierte.

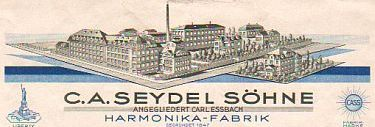
Seydel-Briefkopf

C. A. Seydel hatte in den 1870er Jahren Verbindungen nach Nordamerika geknüpft, die die Söhne Richard und Moritz weiter ausbauten. 1900 hatte man schließlich alle Kontinente erreicht. Die Fabrikanlagen wurden immer wieder erweitert, bis mit Ende des Ersten Weltkrieges 1918 der Schwiegersohn Hugo Bischoffberger und die Söhne Emil, Hugo und Curt die Fabrik vom Seniorchef Richard Seydel übertragen bekamen. Seit dem Jahr 1910 war Richard Seydel alleiniger Firmeninhaber. Die Söhne und der Schwiegersohn, Hugo Bischoffberger, standen ihm zur Seite und übernahmen nach dem Ersten Weltkrieg, welcher praktisch alle Handelsverbindungen zerstört hat, gemeinsam die Unternehmensführung. Bei der Bemühung um Absatzmärkte begann Seydel fast wieder bei Null. 1925 starb der Seniorchef Richard Seydel.
Es folgen schwere Zeiten für die heimatliche Instrumentenindustrie, denn durch die Weltwirtschaftskrise und die Autarkiepolitik mit Beginn der Zeit des Nationalsozialismus sank die deutsche Gesamtausfuhr von 111,7 Millionen Reichsmark (1928) auf 24,3 Millionen (1932). Der tiefste Stand wurde mit 20,3 Millionen im Jahre 1934 erreicht. Nach dem Ausbruch des Zweiten Weltkrieges wurde Hugo Bischoffberger zur Armee eingezogen. In dieser Zeit führten zwei Frauen die Firma: Ab 1939 wurde der Betrieb von Margarete Seydel und Hedwig Bischoffberger geleitet. Hedwig Bischoffberger unterstützte bereits lange Jahre vor dem Krieg ihren Mann im Betrieb. Nach der Enteignung und 40 Jahren DDR übernahmen die Seydel-Erben Christoph Bischoffberger und Gerhard Räker im Zuge der Reprivatisierung die Firma. Diese Maßnahme endete 1995 durch die gütliche Einigung und wurde am 31. Dezember abgeschlossen. Während dieser Zeit starb 1993 der Erbe Christoph Bischoffberger. Gerhard Räker führte den Betrieb bis zu Insolvenz im November 2004. Seitdem gab es in der Firma keinen Seydel mehr. Der neue Geschäftsführer ist der Klingenthaler Lars Seifert.

### C.A. Seydel-Schanze am Aschberg

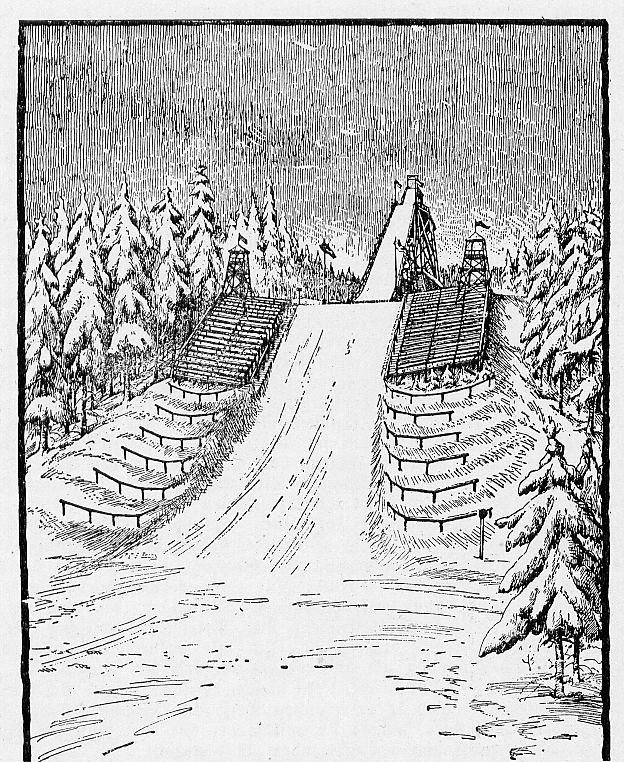
C.A. Seydel-Schanze am Aschberg

Als Anfang des 20. Jahrhunderts der Skisport in Klingenthal an Popularität gewann, gründete sich am 5. Juli 1922 der Wintersportverein Aschberg. Der Vorsitzende war Curt August Seydel. Kurz nach der Gründung des Vereins begann der Bau einer großen Schanze. Am 2. Juni 1923 war der erste Spatenstich, und schon am 11. November des gleichen Jahres erfolgte die Taufe auf den Namen C. A. Seydel-Schanze. Die eigentliche Schanzenweihe fand am 5. und 6. Januar 1924 statt, wobei der Schwaderbacher Skispringer Sepp Scherbaum den Weihesprung vollführte. Im darauffolgenden Sommer wurde die Schanze umgebaut, um größere Sprungweiten zu ermöglichen. Auf das Hauptgerüst setzte man ein zweites, kleineres auf, um den Anlauf zu verlängern. So wurden Sprungweiten um 50 Meter erreicht.

## Produkte
Die Produktpalette reicht von der Kinderblasharmonika Triola ( anhören), den diatonischen Richter-Blues-Modellen über Wiener-Tremoloinstrumente ( anhören), Knittlinger-Oktavmundharmonikas ( anhören) bis hin zu Chromatikmundharmonikas. Die Produktion von Bass- und Begleitermundharmonikas wurde aufgrund fehlender Nachfrage in den 1960er Jahren eingestellt.
Die Firma Seydel hat sich nach eigenen Angaben auf Produkte höchster Qualität spezialisiert und stellt alle Mundharmonikas in manufaktureller Arbeitsweise her.
Als einziger industrieller Hersteller liefert sie auch Mundharmonikas exakt nach Kundenwunsch aus. Der Verkauf findet nicht nur über den weltweit ausgesuchten Fachhandel, sondern auch direkt über die eigene Internetseite statt. Als Produktmanager fungiert Bertram Becher, der selbst Blues-Harmonica spielt.
| Oktavspektrum der Seydel-Bluesharps               |
| Oktavspektrum der Seydel-Bluesharps (LLE bis HBb) |

Im Bereich der Superlow-Stimmungen (anhörenⓘ), welche Seydel erfunden hat, und der Vielfalt an Sonderstimmungen ist die Firma einzigartig.
| Die Standard-Sondertonarten der Richter-Blues-Modelle: - Natürlich Moll - Harmonisch Moll - Dorisch - Country - Paddy Richter - Melodic Maker - Whole Tone - Zirkular - Diminished - Augmented - sonstige Sonderstimmungen nach Kundenwunsch |  |  |  |  |  | Die Standard-Sondertonarten der chromatischen Modelle: - Chor - Richter Blues - Irisch - sonstige Sonderstimmungen nach Kundenwunsch |

Bemerkenswert ist, dass Seydel mit seinem exzellenten Service dem Kunden die Möglichkeit gibt, einzelne defekte Tonzungen im Werk als Reparatur oder unter Zuhilfenahme eines speziellen Werkzeugsets selbst auszuwechseln.

## Marken

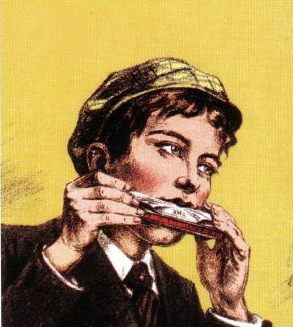
Bandmaster-Plakat aus den 1920er Jahren

Die Klassiker unter den Seydel-Instrumenten, welche die Entwicklung der Branche nachhaltig beeinflusst haben, sind die in den 1920er Jahren gefertigte Marke Bandmaster, die in den 1930er Jahren gefertigte Boomerang und die seit den 1960er Jahren gebaute Kinderblasharmonika Triola. Ein weiterer Meilenstein der Firma ist die Produktion der sogenannten Renaissance, einer chromatischen Mundharmonika, die von Douglas Tate und Bobbie Giordano als „die beste Mundharmonika der Welt“ entwickelt wurde. Weitere bekannte Marken sind: Koh-i-Noor, Olympia, Weltmeister, Music-Master, Troubadour, Centenario und Vermona. 2007 brachte Seydel die erste 1847 Blues Harmonica mit Edelstahl-Stimmzungen auf den Markt (1847 ist das Gründungsjahr der Firma Seydel). Es ist die erste Mundharmonikamarke, bei der durchgängig Edelstahlstimmzungen verbaut werden. 2013 präsentierte Seydel dann mit der Sampler genannten Mundharmonikamarke ein neues Konzept für chromatische Mundharmonikas, gefolgt von der Nonslider, einer innovativen chromatischen Mundharmonika mit einem doppelreihigen Mundstück.

## Bekannte Spieler
- Howard Levy
- Wolf Maahn
- Charlie Musselwhite
- James Cotton
- Wolfgang Niedecken
- Hermine Deurloo
- René Giessen
- Alfred Hirsch
- Igor Flach
- Albert Maksimov
- Charlie Musselwhite
- Bill Barrett
- Mark Hummel
- Frédéric Yonnet
- Pfuri Baldenweg

## Kulturelles
Mundharmonika Festival: Jedes Jahr im September findet im Rahmen des Mundharmonika-Festivals Mundharmonika-Live in den Werkshallen statt. Besucher erhalten Führungen und Übungen zum Mundharmonika-Spiel und nehmen teil an Konzerten verschiedener Bands s. a. www.mundharmonika-live.de

historische Seydel-Produkte
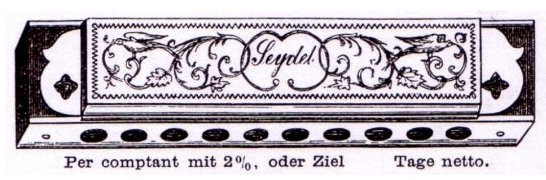
Stich einer Seydel-Mundharmonika aus dem Jahr 1880
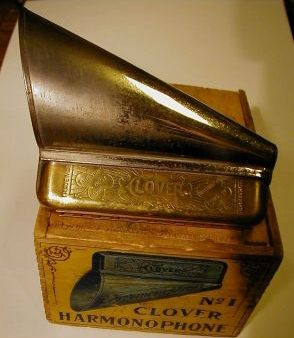
Clover
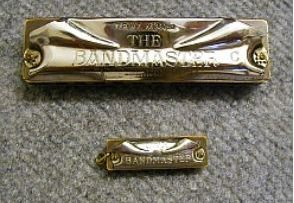
Bandmaster
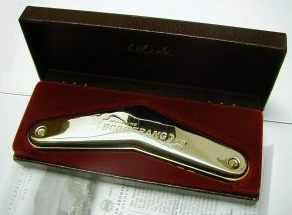
Boomerang-Rekonstruktion